# Бхутто, Нусрат
Нусрат Бхутто (урду نصرت بھٹو‎; 23 марта 1929, Исфахан — 23 октября 2011, Дубай) — бывшая первая леди Пакистана, была председателем Пакистанской народной партии

## Биография
Родилась 23 марта 1929 года в городе Исфахане. Её отец был богатым бизнесменом, который переехал жить в Карачи ещё до раздела Британской Индии. Нусрат повстречала Зульфикара Али Бхутто в Карачи, затем они поженились. Это был второй брак для Зульфикара Али.
В качестве первой леди в 1973—1977 годах, Нусрат Бхутто сопровождала мужа в зарубежных поездках. В 1979 году после суда и казни Зульфикара, она и её дочери были арестованы и помещены под домашний арест при новом режиме Зия-уль-Хака. По состоянию здоровья ей было разрешено выехать из страны в Лондон. Она стала лидером Пакистанской народной партии во время своей эмиграции в Великобритании, на этом посту её позже заменила дочь Беназир.
После возвращения в Пакистан в конце 1980-х Нусрат стала депутатом Национальной ассамблеи от округа Ларкана в провинции Синд. Её дочь Беназир была избрана премьер-министром страны.
Нусрат страдала от последствий инсульта и болезни Альцгеймера, она умерла 23 октября 2011 года, находясь на лечении в ОАЭ. Бегум Нусрат Бхутто было 82 года на момент её смерти.

## Семья
Нусрат Бхутто пережила трёх своих детей: сыновей Шахнаваза и Муртазу, дочь Беназир. Сын Джаваид был убит уже после смерти матери неизвестными 1 марта 2019 года в Вашингтоне (США). Её дочь Санам Бхутто в настоящее время живёт в Лондоне, у неё двое детей.